# Vuk Jeremić

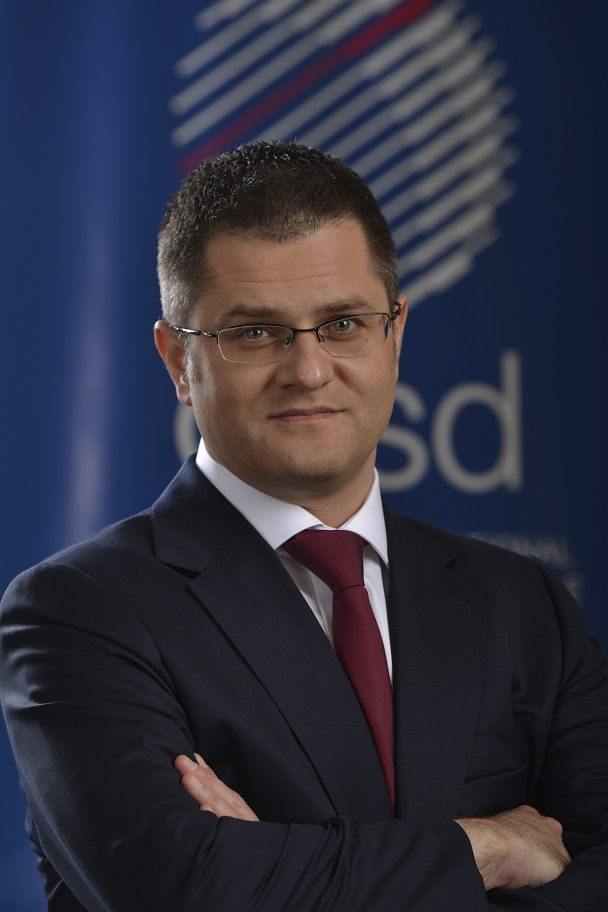
Vuk Jeremić

Vuk Jeremić (serbisch-kyrillisch Вук Јеремић; * 3. Juli 1975 in Belgrad) ist ein serbischer Politiker der Partei Demokratska Stranka. Er war vom 15. Mai 2007 bis Juli 2012 Außenminister der Regierung Serbiens und 2012 gewählter Präsident der UN-Vollversammlung.
Als Mitglied des Queens’ College ist Jeremić Absolvent der Universität Cambridge im Fach Naturwissenschaften (natural sciences) mit dem Schwerpunkt Theoretische Physik. Nach dem Studium arbeitete er für verschiedene Banken in London, darunter die Deutsche Bank, sowie für das Pharmaunternehmen AstraZeneca. An der Universität Harvard erlangte er einen Abschluss als Master of Public Administration. Er war Mitgründer der Organisation serbischer Studenten im Ausland. Nach dem Sturz des Milošević-Regimes im Jahr 2000 kehrte er in seine Heimat zurück und arbeitete zunächst für das jugoslawische Telekommunikationsministerium. 2003 wechselte er ins Verteidigungsministerium Serbiens und Montenegros, wo er Sonderbeauftragter für Verbindungen mit der NATO und der EU war. Von 2004 bis 2007 war er außenpolitischer Berater des Staatspräsidenten Boris Tadić. Im Februar 2006 wurde er in den Vorstand von Tadićs Demokratischer Partei gewählt. Ab dem 15. Mai 2007 bis Juli 2012 war er serbischer Außenminister.
Bei der Nominierungswahl zum UNO-Generalsekretär 2016 kam er auf den zweiten Platz.